# 4-甲基咪唑
4-甲基咪唑（英語：4-Methylimidazole，經常縮寫作）是一個有機雜環化合物，化學式為：CH
3–C
3H
3N
2 或 C
4H
6N
2。咪唑4号位碳上的氫被甲基取代而成。4-甲基咪唑是一種帶微黃色的固體，密度有1.02 g/cm3，溶點為攝氏46—48 °C（115—118 °F）, 沸點為攝氏263 °C（505 °F），闪点為攝氏157 °C（315 °F）。

## 副产物
此物不是焦糖色素，但是在使用氨制作焦糖色素时会作为副产物出现。目前《食品法典》规定此物在焦糖色素中的最大浓度为250 ppm，按颜色深浅调整，基准深度为0.1%溶液中对610 nm光吸收10%。

### 含量
- 355毫升美國版  原味可口可樂的4-甲基咪唑含量為 4微克。
- 太古公司330毫升陸港澳版原味可口可樂的4-甲基咪唑含量為56微克。
- 355毫升英國版 原味可口可樂的4-甲基咪唑含量為135微克。
- 355毫升巴西版 原味可口可樂的4-甲基咪唑含量為267微克。
- 百事公司355毫升全球版 原味可口可樂的4-甲基咪唑含量為355微克。
- 355毫升臺灣版 原味可口可樂的4-甲基咪唑含量為392微克。（據新明日報2013-10-31報台北市衛生局查出）

### 風險值
4-MeI没有致突变性，也不会代谢成活泼产物，仅是其本身有弱致癌性。目前动物实验中的致癌剂量相当于人按照焦糖色素摄入限量和最大允许浓度相乘得到摄入量的几千倍，因此并无真正风险。
美國加州環保局认为，4-甲基咪唑的「無顯著風險值」為每日29微克。然而此数据为用于1986年加利福尼亚州65号提案标签目的，该法案向有过度标签、模糊动物和人类实验结果之历史。
美国食品药品监督管理局、加拿大健康产品及食品分部、欧洲食品安全局（EFSA）均认为焦糖色素用于软饮属安全。

### 健康考量
- 2012年2月16日，美國非營利健康機構公共利益科學中心（CSPI），發佈新聞稿向美國政府建議禁止在飲品中使用含有4-甲基咪唑[1]跟2-甲基咪唑（2-MEI）作焦糖色的著色劑，原因是這兩種化合物為致癌物[9][10]。這兩種著色劑普遍出现於可樂飲品中[1]。[11]
- 2012年3月8日，面對這項指控，可樂飲品市場的領頭者可口可樂被動宣布更改其美國版可樂飲品配方，令飲品的4-甲基咪唑下調至符合加州政府的規定但臺灣版原味可口可樂截至2013年11月仍然維持原本的配方。

## 參看
- 1-甲基咪唑（1-MEI）
- 公共利益科學中心